# Jean-Victor-Adrien Deverre
Jean-Victor-Adrien Deverre, francoski general, * 10. april 1893, † 20. januar 1973.